# Zoí Dimitrákou
Zoí Dimitrákou (en grec moderne : Ζωή Δημητράκου), née le 25 mai 1987 à Thessalonique, est une joueuse grecque de basket-ball, évoluant au poste d'ailière.

## Biographie
Internationale grecque, elle découvre le championnat français à Aix-en-Provence. Malgré l'impact de Dimitrákou (12,2 points - 6 rebonds - 2 passes - 10,7 d'évaluation de moyenne par match), le club finit en bas de tableau. Pour la saison suivante, elle reste en France et rejoint Charleville, dd$ont le manageur dit : « Nous avons su apprécier chez Zoi Dimitrakou son esprit combatif. C'est une ailière de grande taille capable de créer. Nous apprécions chez elle sa polyvalence entre le tir extérieur et surtout sa volonté de jouer vers le cercle ».
À son arrivée, elle déclare : « Le FCB a fait forte impression dans le championnat de LFB pour sa première année. Cette équipe et ce club ont su surprendre pas mal de gens qui leur promettaient la relégation. Cette combativité à toute épreuve montre que le club souhaite s’installer durablement en première division et même aller plus loin dans l’avenir ». (...) Lors de mon passage avec Aix-en-Provence cette saison, j’ai vraiment été impressionnée par l’atmosphère qui régnait dans la salle Bayard avec tous ses fans qui encouragent leur équipe. »
Elle dispute l'Euroligue féminine avec Bourges en 2012 en tant que pigiste médicale de sa compatriote Stella Kaltsidou avant de signer à Kayseri Kaski. son bilan de 7,3 points et 5,3 rebonds en LFB et 8 points et 5 rebonds en Euroligue.
En 2013-2014, elle est l'une des joueuses majeures d'Orenbourg qui dispute l'Euroligue et atteint la finale du championnat russe.
Après une saison 2014-2015 réussie en Russie (8,9 points et 3,1 rebonds en Euroligue et 9,2 points et 3,1 rebonds en championnat), elle signe pour le club turc Abdullah Gül Üniversitesi (ex-Kayseri Kaski) .
Au championnat d'Europe 2015, elle inscrit 29 points et 6 rebonds dans une rencontre décisive 76-63 pour la qualification en quart de finale face au Monténégro.
Elle commence la saison WNBA 2016 avec Mystics de Washington, mais ceux-ci rompent son contrat avec seulement deux rencontres disputées.

## Club
- 1998-2005 :  Apollon Kalamarias
- 2005-2006 :  Magas Alexandros
- 2006-2007 :  Panionios
- 2007-2009 :  Magas Alexandros
- 2009-2010 :  Faliro
- 2010-2011 :  Aix-en-Provence
- 2011-2012 :  Flammes Carolo basket
- 2012-2012 :  CJM Bourges Basket
- 2012-2013 :  Kayseri Kaski
- 2013-2015 :  Nadejda Orenbourg
- 2015-2016 :  Abdullah Gül Üniversitesi
- Été 2016 : 0  Mystics de Washington
- 2016-2017 :  Olympiakós Le Pirée

## Palmarès
- Championne de Grèce en 2007[réf. nécessaire]